# Marcos Barbeiro
Marcos Paulo Lima Barbeiro, noto anche come Chidinho (Água Grande, 29 luglio 1995), è un calciatore saotomense, centrocampista del Malveira e della nazionale saotomense.

## Carriera

### Club
L'8 luglio 2014, dopo aver militato nelle giovanili dello Sporting Lisbona, è stato acquistato dal Marítimo, club con cui ha firmato un contratto quinquennale. Ha debuttato in seconda squadra il 17 agosto 2014, nell'incontro di campionato Marítimo B-Portimonense (1-0), gara in cui ha siglato la decisiva rete dell'1-0 al minuto 49. Il debutto in prima squadra, invece, è avvenuto il 22 agosto 2015, nell'incontro di campionato Marítimo-Porto (1-1), gara in cui è subentrato a Edgar Costa al minuto 84. Ha militato nelle file del Marítimo fino al 2017, totalizzando 4 presenze in prima squadra e 13 reti in 69 presenze con la seconda squadra. Il 23 giugno 2017 è stato ufficializzato il suo trasferimento al Real SC. Ha militato nelle file del club nerazzurro per sei stagioni, totalizzando 143 presenze e 9 reti. Il 18 luglio 2023 è stato annunciato il suo trasferimento in Spagna, nelle file del Pontevedra. Il 5 luglio 2024 ha risolto il proprio contratto con il Pontevedra, rimanendo svincolato.

### Nazionale
Ha debuttato in Nazionale il 4 giugno 2016, in São Tomé e Príncipe-Capo Verde (1-2). Ha messo a segno la sua prima rete con la selezione saotomense il 13 ottobre 2019, in São Tomé e Príncipe-Mauritius (2-1), siglando il gol del momentaneo 1-0 al minuto 11 del primo tempo.

## Statistiche

### Cronologia presenze e reti in nazionale
Statistiche aggiornate al 27 ottobre 2024.

| Cronologia completa delle presenze e delle reti in nazionale ― São Tomé e Príncipe | Cronologia completa delle presenze e delle reti in nazionale ― São Tomé e Príncipe | Cronologia completa delle presenze e delle reti in nazionale ― São Tomé e Príncipe | Cronologia completa delle presenze e delle reti in nazionale ― São Tomé e Príncipe | Cronologia completa delle presenze e delle reti in nazionale ― São Tomé e Príncipe | Cronologia completa delle presenze e delle reti in nazionale ― São Tomé e Príncipe | Cronologia completa delle presenze e delle reti in nazionale ― São Tomé e Príncipe | Cronologia completa delle presenze e delle reti in nazionale ― São Tomé e Príncipe |
| Data                                                                               | Città                                                                              | In casa                                                                            | Risultato                                                                          | Ospiti                                                                             | Competizione                                                                       | Reti                                                                               | Note                                                                               |
| ---------------------------------------------------------------------------------- | ---------------------------------------------------------------------------------- | ---------------------------------------------------------------------------------- | ---------------------------------------------------------------------------------- | ---------------------------------------------------------------------------------- | ---------------------------------------------------------------------------------- | ---------------------------------------------------------------------------------- | ---------------------------------------------------------------------------------- |
| 4-6-2016                                                                           | Sao Tomé                                                                           | São Tomé e Príncipe                                                                | 1 – 2                                                                              | Capo Verde                                                                         | Qual. Coppa d'Africa 2017                                                          | -                                                                                  |                                                                                    |
| 4-9-2016                                                                           | Rabat                                                                              | Marocco                                                                            | 2 – 0                                                                              | São Tomé e Príncipe                                                                | Qual. Coppa d'Africa 2017                                                          | -                                                                                  |                                                                                    |
| 4-9-2019                                                                           | Sao Tomé                                                                           | São Tomé e Príncipe                                                                | 0 – 1                                                                              | Guinea-Bissau                                                                      | Qual. Mondiali 2022                                                                | -                                                                                  |                                                                                    |
| 10-9-2019                                                                          | Bissau                                                                             | Guinea-Bissau                                                                      | 2 – 1                                                                              | São Tomé e Príncipe                                                                | Qual. Mondiali 2022                                                                | -                                                                                  |                                                                                    |
| 9-10-2019                                                                          | Tamarin                                                                            | Mauritius                                                                          | 1 – 3                                                                              | São Tomé e Príncipe                                                                | Qual. Coppa d'Africa 2021                                                          | -                                                                                  |                                                                                    |
| 13-10-2019                                                                         | Sao Tomé                                                                           | São Tomé e Príncipe                                                                | 2 – 1                                                                              | Mauritius                                                                          | Qual. Coppa d'Africa 2021                                                          | 1                                                                                  | 80’                                                                                |
| 13-11-2019                                                                         | Omdurman                                                                           | Sudan                                                                              | 4 – 0                                                                              | São Tomé e Príncipe                                                                | Qual. Coppa d'Africa 2021                                                          | -                                                                                  |                                                                                    |
| 18-11-2019                                                                         | Sao Tomé                                                                           | São Tomé e Príncipe                                                                | 0 – 1                                                                              | Ghana                                                                              | Qual. Coppa d'Africa 2021                                                          | -                                                                                  | 84’                                                                                |
| 24-3-2022                                                                          | Moka                                                                               | Mauritius                                                                          | 0 – 1                                                                              | São Tomé e Príncipe                                                                | Qual. Coppa d'Africa 2023                                                          | -                                                                                  | 69’                                                                                |
| 27-3-2022                                                                          | Moka                                                                               | Mauritius                                                                          | 3 – 3                                                                              | São Tomé e Príncipe                                                                | Qual. Coppa d'Africa 2023                                                          | -                                                                                  | 64’                                                                                |
| 22-3-2023                                                                          | Agadir                                                                             | Sierra Leone                                                                       | 2 – 2                                                                              | São Tomé e Príncipe                                                                | Qual. Coppa d'Africa 2023                                                          | -                                                                                  | 82’                                                                                |
| 26-3-2023                                                                          | Agadir                                                                             | São Tomé e Príncipe                                                                | 0 – 2                                                                              | Sierra Leone                                                                       | Qual. Coppa d'Africa 2023                                                          | -                                                                                  | 90+3’                                                                              |
| 14-6-2023                                                                          | Bissau                                                                             | São Tomé e Príncipe                                                                | 0 – 1                                                                              | Guinea-Bissau                                                                      | Qual. Coppa d'Africa 2023                                                          | -                                                                                  |                                                                                    |
| 10-9-2023                                                                          | Uyo                                                                                | Nigeria                                                                            | 6 – 0                                                                              | São Tomé e Príncipe                                                                | Qual. Coppa d'Africa 2023                                                          | -                                                                                  |                                                                                    |
| 22-3-2024                                                                          | Berkane                                                                            | São Tomé e Príncipe                                                                | 1 – 1                                                                              | Sudan del Sud                                                                      | Qual. Coppa d'Africa 2025                                                          | -                                                                                  | 46’                                                                                |
| 26-3-2024                                                                          | Berkane                                                                            | Sudan del Sud                                                                      | 0 – 0                                                                              | São Tomé e Príncipe                                                                | Qual. Coppa d'Africa 2025                                                          | -                                                                                  |                                                                                    |
| Totale                                                                             |                                                                                    | Presenze                                                                           | 16                                                                                 |                                                                                    | Reti                                                                               | 1                                                                                  |                                                                                    |